# Atomic Train
Atomic Train (bra: Trem Atômico, ou O Trem Atômico; prt: Comboio Atómico) é um filme de suspense estadunidense de 1999 dirigido por Dick Lowry e David S. Jackson.

## Sinopse
Um trem desgovernado cheio de dispositivos atômicos soviéticos avança em direção a Denver e ameaça destruir a cidade; o especialista em desastres ferroviários John Serger (Rob Lowe) tenta impedir, e até o presidente dos EUA ajuda.